# Кристешти (Васлуј)
Кристешти (рум. Cristești) насеље је у Румунији у округу Васлуј у општини Пујешти. Oпштина се налази на надморској висини од 140 m.

## Становништво
Према подацима из 2002. године у насељу је живело 486 становника, од којих су сви румунске националности.